# Digital Accessible Information System

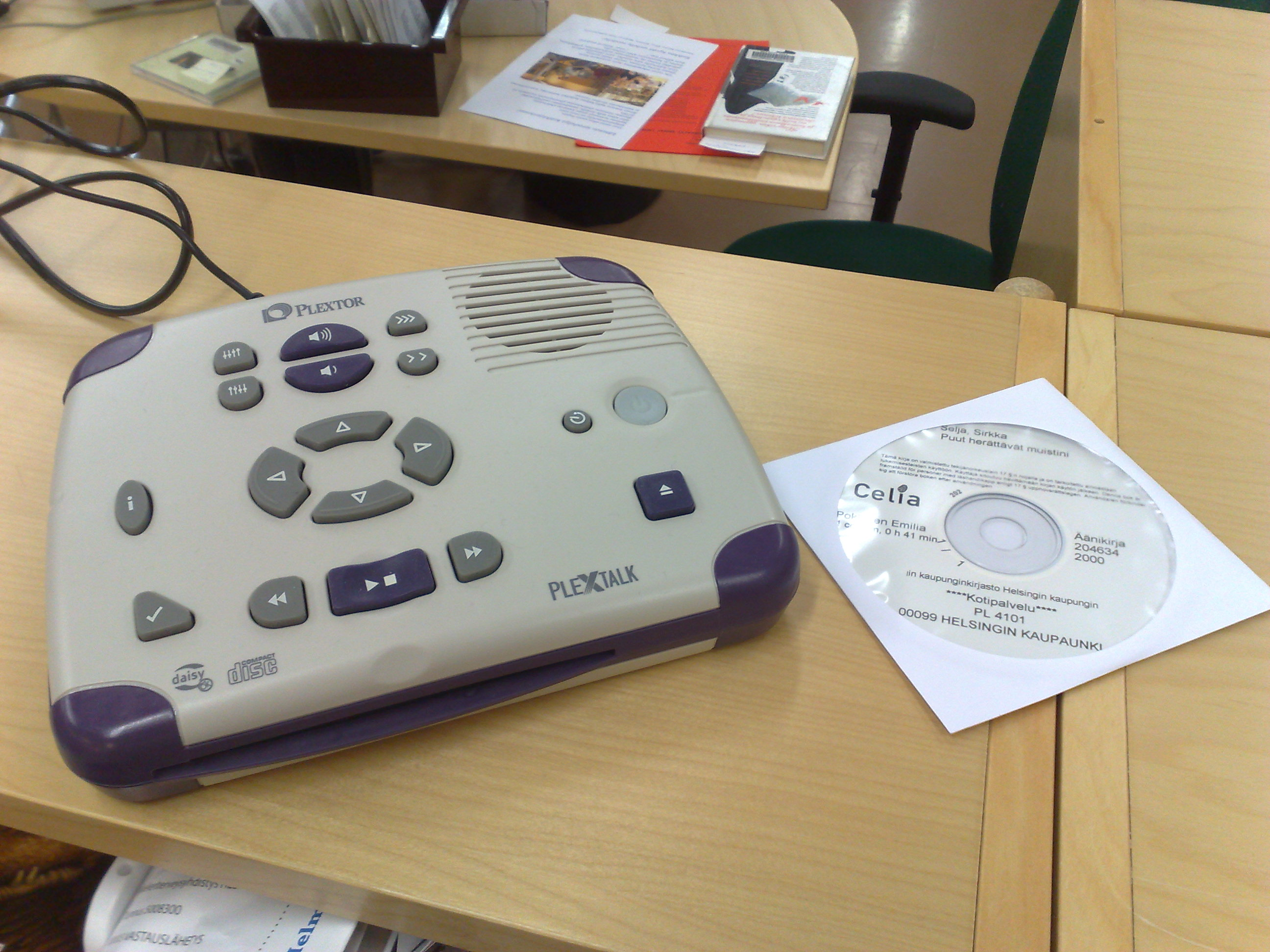
DAISY-lejátszó és hangoskönyv.

A Digital Accessible Information System (DAISY) ('digitális akadálymentesített információs rendszer') digitális hangoskönyvek, folyóiratok, számítógépes szövegek műszaki szabványa. Célkitűzése, hogy hangzó formában teljes mértékben helyettesítse az írott szöveget; kifejezetten az ezek befogadásában korlátozottak, többek között a vaksággal, gyengénlátással és diszlexiával küzdők részére hozták létre. Az MP3 és XML formátumokon alapuló DAISY formátum a hagyományos hangoskönyvek vonásait korszerű funkciókkal bővíti tovább: a felhasználó az ilyen hangzószövegekben tud keresni, könyvjelzőket elhelyezni, sorról sorra pontosan navigálni, és a beszédsebesség is torzulásmentesen szabályozható. A formátum segítségével hallás útján hozzáférhető táblázatok, irodalomjegyzékek, egyéb információstruktúrák is létrehozhatóak. Ez lehetővé teszi a látáskorlátozott olvasók számára, hogy olyan komplex szövegben is sikeresen navigáljanak, mint amilyen az enciklopédia vagy az egyetemi tankönyv, ami amúgy konvencionális hangfelvételekben lehetetlen lenne.

A DAISY-formátumú multimédiák lehetnek könyvek, magazinok, újságok, folyóiratok, számítógépes szövegek, valamint eredetileg egyszerre szöveg- és hangalapú szinkronizált prezentációk. Legfeljebb hat egymásba ágyazott navigációs szintet biztosít a szöveg tartalmának feldolgozásához, beleértve az olyan objektumokéit is, mint amilyenek az ábrák, képek és a MathML-kódolású matematikai képletek. A DAISY szabvány a szöveget audióval szinkronizált jelölőnyelvvel látja el, ez teszi lehetővé benne a szekvenciális és horizontális struktúrájú navigációt. A DAISY 2 XHTML-en és  SMIL-en alapul. A DAISY 3 újabb technológia: szintén XML-en alapszik, szabványszáma ANSI/NISO Z39.86-2005.
A szabvány létrehozására és tökéletesítésére 1996-ban alapította konzorciumát – DAISY Consortium – több nemzetközi szervezet, az esélyegyenlőség megteremtésének szellemében, az olvasni nem, vagy nehezen tudó emberek részére az információhoz való hozzáférés elősegítésének szándékával. A konzorciumot az Amerikai Egyesült Államoknak a kiadványszerkesztéssel, bibliográfiával és könyvtárüggyel foglalkozó szakosított szabványügyi hivatala (National Information Standards Organization, NISO) bízta meg hivatalosan is a DAISY/NISO szabvány karbantartásával.

## Specifikáció
A Digital Talking Book (DTB) ('digitális hangoskönyv') adatállományok arra hivatott együttese, hogy adott információtartalmat a célközönséghez alternatív csatornákon – emberi vagy szintetikus beszéd, frissíthető Braille-kijelző vagy nagy betűméret segítségével – juttasson el. A DAISY formátumba beletartozó DTB fájlok az alábbiak:
- csomagfájl: a DTB-t leíró metaadatok együttese;
- a szövegtartalom fájlja: a dokumentumot tartalmazza XML-ben;
- audiofájlok: emberi vagy szintetikus beszédhangfelvételek MP3-ban;
- képfájlok: vizuális megjelenítéshez;
- szinkronizációs fájlok: a DTB különböző médiafájljait szinkronizálják egymáshoz a lejátszás során;
- navigációs fájl: a dokumentum hierarchikus struktúrájának megjelenítéséhez;
- könyvjelző/szövegkiemelő fájl: lehetővé teszi a felhasználó részére a szöveg részleteinek kiemelését;
- erőforrásfájl: a lejátszás sikeres kezeléséhez;
- információelosztási fájl: minden SMIL fájlt a megfelelő médiaegységhez térképez.

## Forrásanyagok hozzáférhetősége
Mivel a DAISY-t gyakran fogyatékkal élő emberek használják, számos meglévő szervezet, mely szerzői jogvédelem alatt álló forrásanyagok akadálymentes változatának létrehozásával foglalkozik, lassan áttér a DAISY formátum használatára, és eltávolodik az olyan hagyományos eszközöktől, mint amilyen például a magnókazetta.
Az Amerikai Egyesült Államokban többek között a Learning Ally (tkp. 'szövetséges a tanulásban') (korábban Recording for the Blind and Dyslexic, 'hangfelvétel-készítés a vakok és diszlexiások számára'), az AMAC Accessibility, a Bookshare és a National Library Service for the Blind and Physically Handicapped (NLS) (vakok és testi fogyatékkal élők országos könyvtárszolgálata) kínál tartalmakat vak és gyengénlátó személyek számára. A Learning Ally és a Bookshare diszlexiások és más, az olvasás képességét hátráltató fogyatékkal élők számára is biztosít módokat a forrásanyagokhoz való hozzáféréshez. Az NLS könyvtárként működik: a könyveket határozott időre lehet kikölcsönözni (ahogy hagyományosan a fizikai magnókazettákat is lehetett), így azok ingyenesen hozzáférhetőek az érintett amerikai állampolgárok számára, akárcsak bármely közkönyvtáréi. A Learning Ally és a Bookshare feliratkozáson alapuló szolgáltatások. A Bookshare-tagság amerikai diákok számára ingyenes, köszönhetően az amerikai oktatási minisztérium finanszírozásának.
Mind az NLS, mind a Learning Ally által hozzáférhetővé tett tartalmak a DAISY Protected Digital Book (PDTB) (tkp. 'DAISY levédett digitális könyv') titkosítási szabványt használják. Ennél a DAISY definíciós állományok alapstruktúrája változatlan, azonban maga az audió, és olykor bizonyos információtagek a DAISY SMIL fájlokban titkosításra kerülnek, és az olvasáshoz/lejátszáshoz vissza kell fejteni őket. A tartalmat szolgáltató szervezet biztosítja a feloldókulcsot a felhasználó számára, mely kulcs a DAISY-lejátszó mellé telepítendő fel. Mivel a titkosítási rendszerek nem képezik alapvető részét a DAISY szabványnak, csak specifikusan a szükséges algoritmusokat  és feloldókulcs-kezelést implementálni képes lejátszók tudják az ilyen titkosított tartalmakat megfelelően kezelni. A Bookshare-nek saját digitális jogkezelési eljárása van, mely során minden egyes digitális könyvet a letöltő felhasználó virtuális ujjlenyomatával lát el. Ezek a gyakorlatok azt célozzák, hogy általuk betartva maradjon az Amerikai Egyesült Államok törvénykönyve (United States Code) 17. cikkelyének 121. paragrafusa, mely előírja, hogy a szerzői jogvédelem alatt álló forrásanyagok csak olyan specializált formában terjeszthetőek, ami megakadályozza, hogy azokhoz jogosulatlan személyek – például akiknek nincs feljogosító fogyatékosságuk – hozzáférjenek.

## Lejátszás és működés
A DAISY-hangoskönyveket önálló DAISY-lejátszón; számítógépen, DAISY-lejátszó program segítségével; mobiltelefonon; valamint – korlátozott navigálhatóság mellett – MP3-lejátszón lehet hallgatni. A DAISY-hangoskönyveket CD-n/DVD-n, memóriakártyán, valamint az interneten keresztül terjesztik.
A számítógépes szöveg rendszerű DAISY-könyvek frissíthető Braille-kijelző vagy képernyőfelolvasó szoftver segítségével olvashatóak, Braille-nyomtatású könyvekként kinyomtathatóak, szintetikus hang vagy emberi felolvasás használatával hangoskönyvvé konvertálhatóak, valamint öregbetűs könyvként papírra is kinyomtathatóak. Ezenfelül számítógép-képernyőkön nagyméretű betűkkel írt szövegként is megjeleníthetőek.

## Fordítás
- Ez a szócikk részben vagy egészben  a   Digital Accessible Information System című angol Wikipédia-szócikk ezen változatának fordításán alapul.  Az eredeti cikk szerkesztőit annak laptörténete sorolja fel. Ez a jelzés csupán a megfogalmazás eredetét és a szerzői jogokat jelzi, nem szolgál a cikkben szereplő információk forrásmegjelöléseként.

## Külső hivatkozások
- DAISY Consortium (angolul)
- DaisyNow.Net - The first online DAISY delivery web application (angolul)
- Daisy 3: A Standard for Accessible Multimedia Books Archiválva 2016. március 3-i dátummal a Wayback Machine-ben (pdf) (angolul)